# Arkadiusz Matejko
Arkadiusz Matejko (ur. 16 września 1978 w Kobiernicach) – były polski piłkarz, występujący na pozycji pomocnika.

## Kariera
Matejko urodził się w Kobiernicach. Jako junior reprezentował barwy Górnika Zabrze. W sezonie 1992/1993 grał w GKS Tychy. W 1993 roku przeszedł do Górnika. W 1995 roku uczestniczył wraz z reprezentacją Polski w Mistrzostwach Europy U-16. W barwach Górnika zadebiutował I lidze 16 listopada 1996 roku z przegranym 0:1 meczu z Polonią Warszawa. W Górniku grał do 2002 roku, rozgrywając w barwach tego klubu 45 spotkań w I lidze.